# حمبصيص
حمبصيص أو ركيب أو سنينة أو فستق العشره أو حميص أو حمصيص؛ واسمها العلمي (Rumex pictus) وهي عشبة حولية من الفصيلة البطباطية.

## الوصف
تعد نبته قابلة للأكل ويتراوح طولها مابين 10 إلى 20 سم، أوراقها جذعية وأحيانًا تأتي بلون أحمر، أزهارها صغيرة وتأتي بلون وردي وربما تميل للإصفرار. تتكاثر في المناطق الرملية.
وقد ورد ذكرها لدى الأصمعي والدينوري وقالوا عنه: الحمصيص من أحرار البقول طيب الطعم جعد الورق ينبت برمل عالج "شمال حائل" والدهناء تأكلها الناس والماشية.